# Eugryllacris panteli
Eugryllacris panteli är en insektsart som först beskrevs av Bolívar, I. 1900.  Eugryllacris panteli ingår i släktet Eugryllacris och familjen Gryllacrididae. Inga underarter finns listade i Catalogue of Life.